# Sensor de pressão piezoelétrico
Sensores de pressão são equipamentos utilizados para medir essa grandeza física. Eles são úteis porque para realizar um experimento ou produzir tecnologia precisamos ter conhecimento sobre a pressão exercida ou sofrida pelo sistema físico utilizado; outras vezes, devemos controlá-la, isso é possível se conseguimos mensurá-la. Nesse artigo, será abordado sensor de pressão piezoelétrico. Piezoelétrico é um tipo de material que responde com uma voltagem quando exercemos uma pressão sobre ele.

## Pressão
Um fluido exerce uma força perpendicular sobre cada ponto da superfície onde esta confinado. A pressão é uma grandeza física escalar, que é definida como a razão entre o módulo da força exercida por um fluido normal à uma superfície e essa mesma superfície.
No caso do gás, a pressão é resultado do choque das moléculas gasosas com a superfície do recipiente onde o gás está confinado. Portanto, a pressão depende do número de moléculas, pois quanto maior for o número dessas/destas mais choques irão ocorrer; do tamanho do recipiente, pois quanto maior o recipiente menos colisões irão ocorrer por causa do maior caminho livre médio; e da temperatura, que é a medida da agitação das moléculas, pois quanto maior temperatura mais choques com as paredes irão ocorrer.
Em um fluido estático que está submetido a ação da força gravitacional, as forças que os fluidos exercem são perpendicular à superfície terrestre, e depende da altura entre o fluido e ponto de observação.

### Pressão Estática
A pressão estática é aquela causada por um fluido em repouso, ou seja, a quantidade do fluido que exerce a pressão sobre uma superfície é sempre a mesma, não varia com o tempo ou com a posição.

### Pressão Dinâmica
A pressão dinâmica é aquela causada por um fluido com um fluxo diferente de zero, ou seja, o fluido está em movimento.
O sensor de pressão piezoelétrico é útil para medir pressões dinâmicas, as próximas seções explicam o motivo.

## Piezoelétrico
O efeito da piezoeletricidade foi descoberto em cristais de quartzo pelos irmãos Pierre e Jacques Curie em 1880, e além de serem úteis para medir pressão, eles são amplamente utilizados em outros sistemas transdutores eletromecânicos.
Os materiais piezoelétricos quando sujeitos a uma pressão mecânica respondem com uma polarização. Esse efeito direto consiste na conversão de energia mecânica em energia elétrica, por isso são chamados de transdutores. O efeito reverso, aparecimento de uma deformação quando um campo elétrico é aplicado também ocorre, mas não será abordado aqui.
Em geral, os materiais piezoelétricos não conduzem eletricidade, e podem ser divididos em cristais e cerâmicas. O cristal piezoelétrico mais conhecido é o quartzo que é um cristal de sílica com estrutura cristalina hexagonal. A cerâmica mais conhecida é o titanato de bário; no caso das cerâmicas, é preciso fazer um tratamento térmico para que a propriedade piezoelétrica seja ativada.
Quando aplicamos uma pressão, tensão ou vibração sobre o material piezoelétrico esse é deformado elasticamente e os átomos ou íons sofrem pequenos deslocamentos que resultam em uma separação de cargas com distribuição não uniforme. Devemos notar que se o material estava inicialmente neutro ele permanecerá neutro após a aplicação da tensão, respeitando a conservação de carga. As cargas separadas são chamadas de cargas de polarização ou cargas ligadas. A distribuição não uniforme de cargas é uma polarização dielétrica. As cargas ligadas são as fontes de um campo elétrico que se forma dentro do material. A polarização é uma grandeza vetorial e tem a mesma direção da deformação sofrida. Ao invés de trabalhar com o campo elétrico podemos trabalhar com outra grandeza chamada deslocamento elétrico.
A ausência de centro de simetria é fundamental para que o material apresente a propriedade piezoelétrica, assim, os cristais piezoelétricos são cristais anisotrópicos. Dos grupos pontuais cristalinos, 20 dos 32 grupos pontuais preenchem esse requisito. Caso o material seja isotrópico, não haverá polarização, pois as cargas ligadas serão distribuídas uniformemente.
Sejam E campo elétrico, D deslocamento elétrico, T a pressão, ou tensão, d as coeficiente piezoelétricas e ε a permissividade dielétrica são apresentadas as relações lineares entre tensão aplicada e deslocamento elétrico gerado:
{\displaystyle D=dT+\epsilon E}
O coeficiente piezoelétrico caracteriza a piezoeletricidade, pois relaciona a polarização induzida com a pressão ou tensão aplicada.
O campo elétrico resultante não deve ser o mesmo se aplicarmos uma tensão em diferentes direções de um cristal, o que é coerente, pois estamos lidando com cristais anisotrópicos, por isso o coeficiente piezoelétricas (d) e a permissividade dielétrica (ε) são tensores, dessa forma, a polarização causada pela tensão aplicada depende da estrutura do cristal piezoelétrico. Para encontrar os tensores d e ε devemos nos basear na simetria macroscópica do cristal.
Com isso, escrevemos novamente a equação que relaciona deslocamento elétrico com a pressão aplicada e o campo elétrico resultante.
{\displaystyle D_{n}=d_{mi}T_{i}+\epsilon _{mn}^{T}E_{m}}
Onde:
{\displaystyle i,j:1,...,6};
{\displaystyle n,m:1,2,3};
E o sobrescrito T, significa que ε foi calculado a pressão/tensão constante.

## Princípio de funcionamento
O sinal elétrico de saída gerado pelos sensores de pressão piezoelétricos decai rapidamente, o que favorece a medida de pressões dinâmicas, mas prejudica a medição de pressão estática.
Como foi explicado anteriormente, a pressão exercida sobe o material gera um campo elétrico, é possível medir o gradiente desse campo nas extremidades do cristal, essa grandeza também é conhecida como diferença de potencial elétrico. Dessa maneira, mensuramos a pressão, pois como foi visto nas seções anteriores, a diferença do potencial elétrico é proporcional a pressão exercida.
O sistema principal do sensor é formado por cristais piezoelétricos (normalmente o quartzo é utilizado), um diafragma e opcionalmente um acelerômetro.
Como pode ser visto nas figuras do sensor, abaixo do cristal coloca-se um diafragma onde a pressão irá atuar, essa pressão, em virtude da área do diafragma, é convertida em força de compressão que tensiona os cristais de forma linear com a pressão aplicada produzindo um sinal de tensão analógico.
Quando queremos medir pressão dinâmica sem medir vibrações ou movimentos mecânicos, deve-se construir um acelerômetro com o mesmo cristal piezoelétrico acima do cristal no qual a pressão está sendo atuada, que produza um sinal com polaridade oposta ao produzido pelo cristal piezoelétrico durante uma vibração ou choque. Isso chama-se aceleração compensada.
Essa maneira na qual os componentes estão organizados é chamada de configuração de modo de compressão. Esse modo garante uma rigidez ao sensor, conferindo a ele o poder de medir pressões que oscilam com alta frequência, já que o tempo de resposta do sensor é de micro segundos.
A taxa de carga produzida será proporcional a taxa que a pressão é aplicada. Normalmente, a pressão sofrida pelo piezoelétrico não é grande suficiente para ele responder com uma tensão que possa ser lida em um aparelho. Por isso, é preciso adaptar o sinal de saída do sensor.

### Condicionamento de sinais
A maioria dos sensores necessitam de condicionamento de sinal para que o dispositivo de aquisição de dados realize uma medição de forma eficiente e exata, o mesmo acontece para os sensores de pressão piezoelétrico.
Como pode ser visto, o sensor não precisa ser excitado, porém o cristal tem alta impedância. Por exemplo, um cristal piezoelétrico de 8 mm tem, aproximadamente, uma resistência 1015 Ω e a capacitância de 10−15 farads. O sinal de saída normal dos sensores piezoelétricos pode variar de microvolts até centenas de volts, porém normalmente o sinal de saída tem baixa tensão. Com o objetivo de aumentar esse/este sinal para gravá-lo, usa-se amplificadores de sinal, tanto no modo corrente quanto no modo de voltagem.
A função primária desses amplificadores é converter a alta impedância do sinal de saída do sensor em um sinal de voltagem com baixa impedância. Para manter a integridade do sinal, os componentes internos e externos, como cabos e conectores, devem preservar uma resistência alta, para isolar o sinal que eles transmitem. Por fim, o sinal é obtido nos equipamentos de leitura.

#### Modo corrente
Quando aplica-se pressão sobre cristal piezoelétrico ele responde com uma carga proporcional à pressão. Devido a alta impedância do cristal, amplifica-se a carga com um amplificador de carga para sensores ou com um circuito seguidor de fonte.

#### Modo Tensão
Nesse modo, normalmente usa-se, dentro da caixa do sensor, um MOSFET como amplificador que converte a carga de alta impedância em um sinal de Tensão com baixa impedância, já que ele tem alta impedância de entrada e baixa impedância de saída.

## Vantagens e Desvantagens
Qualquer sensor de pressão é útil, porém deve-se saber qual é o objetivo da medida para poder escolher qual sensor utilizar. Abaixo é citado algumas vantagens e desvantagens do sensor de pressão piezoelétrico.

### Vantagens
Tempo de resposta rápido, cerca de micro segundos.
Não precisa de fonte externa.
Fácil de usar, pequeno e pode ser usado para medir pressões no intervalo de 0,7 kPa a 70 MPa.
Titanato de bário e quartzo podem ser moldados em qualquer tamanho e forma.
Pode medir pressões dinâmicas, tensão de compressão e tração.

### Desvantagens
Não é útil para medir pressões estáticas.
Precisam de cabos de alta impedância e amplificadores de sinal.